# Red Sleigh Down
Red Sleigh Down is aflevering #617 van de animatieserie South Park. In de Verenigde Staten werd deze aflevering voor het eerst uitgezonden op 11 december 2002. De aflevering is een parodie op de films Black Hawk Down en Three Kings.

## Verhaal
En alweer is het Kerstmis in South Park. Wanneer alle aantekeningen binnen zijn, staat Cartman in de "stoute" kolom. Hij moet een grote "aardig" scoren om te kunnen participeren met kerstcadeaus dit jaar. Met behulp van de Kerstman probeert Cartman om Kerstmis aan de onderdrukte burgers van Irak te brengen. Eerst worden de jongens in Mr. Hankey's 'Poo-Choo Trein' naar de Noordpool gebracht, waar Cartman de Kerstman weet over te halen cadeaus in Irak te brengen. De slee wordt neergehaald en de Kerstman door de Irakezen gevangengenomen en gemarteld. Met behulp van Mr. Hankey en Jezus weten de jongens de Kerstman te redden, maar Jezus wordt neergeschoten en sterft. De Kerstman, Mr. Hankey en de jongens ontsnappen en de Kerstman doet wat hij beloofd heeft: hij laat het cadeaus en kerstversieringen regenen op de moskeeën van Bagdad. Terug in South Park verklaart hij dat Jezus is gestorven voor de kerstgedachte, en dat daarom vanaf nu Kerstmis aan Jezus gewijd zal zijn.
In deze aflevering keert Kenny terug. Interessant genoeg doen de jongens alsof er niks gebeurd is sinds Kenny overleed in Kenny Dies, Kyle vraagt alleen waar Kenny al die tijd was en hij reageerde daarop met "Oh, I've just been hanging out." alsof hij en de jongens zijn dood helemaal niet herinneren. De aflevering eindigt met Stan die blij is dat alles weer terug naar normaal is.
De 25 beste afleveringen van Eric Cartman door stemming op de website van Comedy Central. Deze afleveringen werden van 14 tot 16 oktober 2005 getoond van nummer 25 naar nummer 1 (de populairste).

Red Hot Catholic Love (25) · The Succubus (24) · Cartman Joins NAMBLA (23) · Simpsons Already Did It (22) · Cartmanland (21) · The Red Badge of Gayness (20) · Spontaneous Combustion (19) · Red Sleigh Down (18) · Freak Strike (17) · Casa Bonita (16) · The Jeffersons (15) · Starvin' Marvin (14) · The Passion of the Jew (13) · Weight Gain 4000 (12) · Cow Days (11) · The Death of Eric Cartman (10) · Cartman's Mom is a Dirty Slut (9) · Fat Butt and Pancake Head (8) · AWESOM-O (7) · Christian Rock Hard (6) · Pinkeye (5) · Die Hippie, Die (4) · Up the Down Steroid (3) · Cartman Gets an Anal Probe (2) · Scott Tenorman Must Die (1)